# Schleswig - Holstein
Schleswig - Holstein je najsevernejša od 16 zveznih dežel Nemčije. Obsega večino zgodovinske vojvodine Holstein in južni del nekdanje vojvodine Schleswig. Na severu meji na Dansko, na jugu na (od vzhoda proti zahodu) Mecklenburg - Predpomorjansko, Spodnjo Saško in »hanzeatski« Hamburg. Z vzhodne strani jo obdaja Baltsko, z zahodne pa Severno morje. Glavno in največje mesto je Kiel. Meri skoraj 16.000 km2 (štiri petine Slovenije) in ima približno 3 milijone prebivalcev, kar pomeni, da je skoraj za polovico številčnejša.

## Geografija

### Deželno ozemlje
Čeprav imata že od leta 1460 skupno oblast, sta Schleswig na severu in Holstein na jugu ločeni pokrajini z različno pokrajinsko identiteto. Meja med njima poteka po rekah Eider in Levensau severno od Kiela. Poleg njiju današnji Schleswig - Holstein obsega tudi območje nekdanjega vojvodstva Lauenburg in nekdaj neodvisno mesto Lübeck.

### Naravne značilnosti
Schleswig - Holstein se deli na tri značilne vzdolžne pasove v smeri sever-jug: na zahodu Marsch (močvirnata območja), v osrednjem delu Geest (peščena, valovita pokrajina nastala v ledenih dobah) in na vzhodni strani Schleswiško-Holsteinsko gričevje (tu leži tudi najvišji vrh, 168 m n.m. visoki Bungsberg). Predvsem zahodna obala je močno členjena s polotoki, ob njej ležijo Severnofrizijski otoki. Bolj oddaljen v smeri odprtega morja leži otok Helgoland, ki se geološko razlikuje od ostalih. Na vzhodni obali leži edinih šest fjordov na ozemlju Nemčije in tretji največji nemški otok Fehmarn.

### Prebivalstvo
Poleg večinskega nemškega prebivalstva na ozemlju dežele živita še dve avtohtoni narodni skupnosti. V Schleswigu so to Danci, na obali Severnega morja pa Frizijci. Po drugi svetovni vojni je bil Schleswig - Holstein dežela z največjim deležem pribežanega prebivalstva, predvsem iz Pomorjanskega in Vzhodne Prusije. Nasprotno pa ima Schleswig - Holstein najnižji delež priseljencev izmed vseh zahodnonemških zveznih dežel, kar se pripisuje predvsem odročni legi in medlemu gospodarskemu razvoju. Največja skupina priseljencev so Turki (42.000), tem pa sledijo priseljenci z območja nekdanje Jugoslavije (14.000).
Največja mesta so Kiel (235.000), Lübeck (211.000), Flensburg (87.000), Neumünster (78.000) in Nordestedt (72.000). Vsa druga naselja oz. mesta imajo manj kot 50.000 prebivalcev (Elmshorn, Itzehoe, Husum, Heide, Schleswig, Rendsburg, Schnenfeld, Pinneberg, Bad Oldesloe, Bad Segeberg, Ahrensburg, Preetz, Scharbeutz, Ratekau, Plön, Malente, Eutin, Ratzeburg, Mölln, Schwarzenbech, Ahrensburg, Geesthacht, Lauenburg (Elbe), Glinde, Kaltenkirchen, Bad Branstedt, Henstedt-Ulzburg, Palstenbeck, Glückstadt, Uetersen, Tornesch, Wedel, Quickbom, Brunsbüttel, Eckernforde, Kappeln, Niebüll, Westerland na polotoku Sylt itd.

## Zgodovina

### Od začetkov do fevdalne ureditve
Po ledeni dobi so Schleswig - Holstein naselili lovci in nabiralci. Kakih 4.000 let pred našim štetjem so prišli v deželo poljedelci, ki so med leti 3.500 in 2.800 postavljali megalitske strukture, od katerih jih več kot 100 še vedno stoji. Domnevno od bronaste dobe je skozi deželo vodila »volovska pot«, po kateri so gnali živino s severne Jutlandije na evropske trge.
V času preseljevanja ljudstev so deželo zapustila mnoga germanska ljudstva; tako so med 3. in 5. stoletjem s polotoka Angeln odšli na Veliko Britanijo Angli, kjer so se z drugimi narodi pomešali v Anglosase in dali ime kasnejšim Angležem. Schleswig - Holstein je bil tedaj zelo redko poseljen.
Do zgodnjega srednjega veka so se v današnjem Schleswigu - Holsteinu izoblikovala štiri ljudstva s štirimi jezikovnimi skupinami: v severnem delu (do črte spodnji tok reke Eider - Eckernförde) germanski Juti in severnogermanski Danci, v severozahodnem delu zahodnogermanski Frizijci (od 7. stoletja), v jugovzhodnem delu slovanski Obodriti in v jugozahodnem delu zahodno-germanski Sasi; njihovo pleme Holsten (ki ima v svojem jedru arhaično angleško besedo za les, holt, ali nemško Holz) je dalo kasneje ime južnemu delu dežele.
Po izselitvi Anglov so njihovo ozemlje poselili danski in jutski naseljenci. Ti so okrog leta 770 na koncu globokega morskega zaliva Schlei zgradili eno najpomembnejših trgovskih mest zgodnjega srednjega veka, Hedeby. Prebivalci severnega dela polotoka so južno od mesta, na najožjem delu Jutlandije, že od 5 stoletja gradili obrambno pregrado, imenovano Dannevirke, da bi se zavarovali pred napadi z juga. Med saškimi vojnami (772–804) je prišla dežela južno od pregrade pod vpliv Frankovskega cesarstva. Leta 811 je bil s pogodbo določena reka Eider za mejo med Karolinškim cesarstvom in dansko državo.
Dobrih sto let je ostala ta meja nedotaknjena, leta 934 pa je nemški kralj Henrik I. obnovil marko med globokim morskim zalivom Schlei in reko Eider, ki jo je bil pred njim že ustanovil Karel Veliki. Cesar Konrad II. se je v korist danskega kralja Knuta Velikega odpovedal pravici do oblasti na tem območju; tako je reka Eider postala meja med Svetim rimskim cesarstvom in kraljevino Dansko. Severno od nje se je izoblikovala vojvodina Schleswig, južno pa grofija Holstein. Do vpeljave knjige civilnega prava Nemškega cesarstva leta 1900 je bila to tudi pravna meja, saj je v Schleswigu dotlej veljal danski pravni red (Jyske Lov).

### Gospostvo Schauenburžanov
Območje južno od Eiderja, grofijo Holstein (tedaj Holsten in Stormarn), ki je bila fevd Svetega rimskega cesarstva, je saški vojvoda Lotar Supplinburški leta 1110/11 podelil grofu Adolfu I. iz rodbine Schauenburgov; rodbina je imela svoje matično posest na današnjem Spodnjem Saškem in rezidenčni grad ob reki Weser. Njegov naslednik Adolf II. je z nemškim poseljevanjem širil krščanstvo med slovanske Vagre v vzhodnem Holsteinu.
Območje severno od Eiderja je pripadalo danski kroni in je bilo kot vojvodina Južni Jutland (kasneje Schleswig) danski državni fevd. V zgodnjem 13. stoletju je poskušal danski kralj Waldemar II. tudi Holstein vključiti v svoje kraljestvo. A po hudem porazu v bitki pri Bornhövedu (1227) proti grofu Adolfu IV. Schauenburškemu in njegovim nemškim zaveznikom je moral odnehati. Med zavezniki Adolfa IV. je bilo tudi hanseatsko mesto Lübeck, ki je po danskem porazu in ob gospodarskem vzponu Hanse po letu 1250 postalo eno najpomembnejših mest v severni Evropi in je ustrezno temu imelo v deželi vodilno vlogo.
V 14. stoletju je uspelo holsteinskim grofom razširiti svoj vpliv daleč na Jutlandijo; leta 1386 so si pridobili Schleswig in tako prvič povezali južno grofijo in severno vojvodino. Leta 1440 je danski kralj Krištof III. Schauenburžanom, ko je potreboval njihovo podporo za svojo izvolitev, priznal vojvodski naslov in nasledstvo v fevdu. Leta 1474 je cesar Friderik III. tudi Holstein povzdignil v vojvodino.
Schauenburžani so v personalni uniji vladali vojvodini Schleswig, ki je bila fevd danskega kraljestva, in vojvodini Holstein, ki je bila fevd nemškega cesarstva.

### Gospostvo Oldenburžanov
Leta 1460 so Schauenburžani ostali brez direktnega moškega potomca in stanovi Schleswiga - Holsteina so za novega deželnega gospoda izbrali danskega kralja Kristijana I. iz rodbine Oldenburžanov, ki je bil nečak zadnjega Schauenburžana, Adolfa VIII. Pred izvolitvijo je Kristijan I. stanovom podelil privilegije, navedene v pogodbi iz Ripna. Pogodba vsebuje tudi obljubo, da bosta vojvodini Schleswig in Holstein odtlej »večno nedeljeni«. (Ker je bila vojvodina Holstein fevd nemškega cesarstva, so bili Kristijan I. in njegovi nasledniki istočasno danski kralji in knezi nemškega cesarstva.)
A ta obljuba je bila prekršena že v naslednji generaciji, ko sta si novi kralj Ivan I. in njegov mlajši brat Friderik leta 1480 (ob Friderikovi polnoletnosti) vojvodini upravno razdelila (delitev v Siegesburgu). Razdelila sta si posamezna ozemlja, urade in mesta v obeh vojvodinah; iz teh delov sta nastali dve novi, ozemeljsko nepovezani vojvodini, poimenovani po glavnih mestih. Nekaj ozemlja je ostalo nerazdeljenega. Novi zemljevid dežele je bil podoben preprogi, sestavljeni iz krpic. Po mnenju monarhov tako ni bilo mogoče reči, da je bil Schleswig - Holstein razdeljen. Ivan je dobil vojvodino Schleswig - Holstein Segeberg in Friderik vojvodino Schleswig - Holstein Gottorf.
Danski kralj Kristijan III. je leta 1542 s cerkveno reformo Lutrovega sopotnika Johannesa Bugenhagena (imenovanega Doctor Pomeranus) vpeljal v deželo reformacijo. Sprva je vladal (spet združenemu) Schleswigu - Holsteinu sam, leta 1544 pa je izročil dele vojvodin svojima mlajšima polbratoma Ivanu in Adolfu I.; to pot je bil Schleswig - Holstein upravno razdeljen na tri, po davkih približno enako težke dele: poleg kraljevega dela sta nastali dve novi vojvodini Schleswig - Holstein Gottorf in Schleswig-Holstein Hadersleben. Njegov sin, kralj Friderik II., je tudi dal dele kraljeve posesti mlajšemu bratu Ivanu, nastala je nova vojvodina Schleswig - Holstein Sonderburg. To pot stanovi niso več dali soglasja za ponovno kršitev pogodbe iz Ripna in se novemu vojvodi niso prišli poklonit, tako da je postal sonderburški vojvoda prvi izmed schleswiško-holsteinskih vladarjev, ki niso bili priznani s strani stanov. Sonderburška posest je z nadaljnjimi delitvami razpadla v številne mini vojvodine, ki so bile politično povsem nepomembne. Veja Hardesleben je že leta 1580 ostala brez moškega naslednika in je bila ukinjena. Nasprotno se je vojvodina Schleswig - Holstein ottorf razvila v politično in kulturno pomembno vladavino. Vojvode Gottorf (dansko in nizozemsko Gottorp) so med drugim dali zgraditi gradove Husum, Reinbek in Tönning, obnoviti in povečati gradove Kiel in Gottorf. Ustanovili so kielsko univerzi. Iz njihove rodbine so prihajali knezoškofi Lübecka.

### Kraljevi in vojvodski del Schleswiga - Holsteina
Naslednje dve stoletji je politiko oblikovalo sobivanje t. i. »kraljevega dela« in t. i. »vojvodskega dela« (torej dela rodbine Gottorf) vojvodin. Upravna območja, elementi suverenosti (uradi, poduradi/Harden in pokrajine) so si kralj in Gottorfi razdelili po višini davčne moči; niti kraljevi niti vojvodski del ni bil ozemeljsko povezan. Medtem ko je bil vojvodski del upravljan neposredno iz gradu Gottorf v mestu Schleswig, je kraljevi del upravljal zastopnik danskega kralja, statthalter. Posesti, ki si jih niso razdelili, so upravljali skupaj. Več samostojnosti so ohranile posesti nekaterih zelo starih plemiških rodbin, ki so bile deloma pod kraljevo in deloma pod vojvodsko nadoblastjo. Posebno vlogo so imele tudi knežja škofija Lübeck, grofija Holstein-Pinneberg in iz nje izhajajoča grofija Rantzau in pokrajina Dithmarschen. Gospodarstvo je v tem času cvetelo in deželno plemstvo je preživljalo svojo zlato dobo.
Tridesetletna vojna, ki je leta 1618 izbruhnila v srednji Evropi, je Schleswigu - Holsteinu sprva prizanesla. Ob bogatih letinah sta vojvodini preživljali celo obdobje gospodarskega viška. Leta 1625 pa je Danska posegla v vojno in od leta 1627 so boji potekali tudi v obeh vojvodinah. Cilji napadov so bile predvsem trdnjave v Holsteinu, kot so bile Krempe, Glückstadt in Breitenburg. Tridesetletna vojna se je za vojvodini končala leta 1629 z mirom v Lübecku. Vojvodini sta bili manj opustošeni kot druge pokrajine v Nemčiji in sta se kmalu opomogli. A so se boji leta 1643 vrnili kot spopad med Švedsko in Dansko-Norveško v tako imenovani Trostensonovi vojni (1643–1645) in deželo ponovno opustošili.
V 17. stoletju so nasprotja med kraljevim in vojvodskim delom dežele vodila k vse večjim konfliktom. Vojvodski del je zahteval večjo samostojnost, se odvrnil od Danske in se politično približal švedski kraljevini. Konec stoletja je to pripeljalo do večkratne zasedbe vojvodskih ozemelj s strani Danske. Z začetkom 18. stoletja je izbruhnila Velika severna vojna. Rodbina Gottorf je bil na strani Švedov, kar je po švedskem porazu leta 1713 pripeljalo do popolne priključitve vojvodskega dela Schleswiga Danski. Rodbina Gottorf je odtlej razpolagala le še s posestmi v Holsteinu. Aneksija je bila pravno priznana z mirom v Frederiksborgu leta 1720.
Tekom 18. stoletja so si danski kralji prizadevali svoje gospostvo v vojvodinah zaokrožiti in ga vključiti v dansko državo. Številnih delnih vojvodin, ki so izhajale iz sonderburške dediščine in so ostale brez dediča, niso več podeljevali v fevd, temveč so jih priključevali danskemu kraljestvu. Potem ko je Karel Peter von Holstein-Gottorf, po materi vnuk Petra Velikega, postal ruski car Peter III., je načrtoval vojno proti Danski, da bi nazaj zavzel schleswiški del gottorfskih posesti, a je že po polletnem vladanju zgubil oblast v Rusiji in bil umorjen. Nasledila ga je vdova Katarina II.; s pogodbo v Carskem selu (1773) je prepustila skoraj vse holsteinsko gottorfsko gospostvo danskemu kralju. Leta 1779 je kot zadnja prišla v kraljevo posest delna vojvodina Schleswig -Holstein - Sonderburg - Glücksburg (starejša veja). Za upravljanje vojvodin so v Københavnu ustanovili poseben nemški urad, tako da sta vojvodini vendarle ohranili neko samostojnost; leta 1789 sta dobili celo lasten denar.
Leta 1800 je bil ves Schleswig - Holstein, z izjemo kneževine Lübeck, pod upravljanjem danskega kralja. Mesto Altona, danes del Hamburga, je veljal za drugo največje dansko mesto za Københavnom.

### Nacionalno vprašanje Schleswiga - Holsteina
Po koncu napoleonskih vojn se je znašla bankrotirana Danska na strani poražencev. Kot kompenzacijo za izgubo Norveške je dobila majhno vojvodstvo Lauenburg. Vojvodini Holstein in Lauenburg sta bili na dunajskem kongresu vključeni v Nemško zvezo.
Nacionalizem, ki se je pojavljal tako v Danski kot v Nemčiji, je vzpodbujal različne nasprotujoče si poglede na pripadnost vojvodin. Pri tem ni bil toliko sporen z Nemci poseljeni Holstein, ki je od zgodnjega srednjega veka pripadal Svetemu rimskemu cesarstvu in od leta 1815 Nemški zvezi ter mu je vladal danski kralj, temveč vojvodina Schleswig, danski fevd, jezikovno in kulturno nemška, danska in frizijska, a vendarle razdeljena na pretežno dansko govoreči sever in na pretežno nemško govoreči in razmišljajoči jug.

#### Prva schleswiška vojna
Nasprotja med nemškimi in danskimi nacionalnimi liberalci so naraščala od leta 1830. Medtem ko se konservativci niso navduševali za spremembe, bi se danski nacionalni liberalci odrekli Holsteinu in vključili Schleswig v dansko državo, nemški nacionalni liberalci pa so se zavzemali za samostojen »Schleswigholstein« (enotnost so poudarjali tudi z načinom pisanja), vključen v Nemško zvezo. Dodatno je vzdušje razburkal danski kralj Kristijan VIII., ki je leta 1846 v »odprtem pismu« razglasil nedeljivost Danske, Schleswiga, Lauenburga in kraljevih delov Holsteina, in se pri tem skliceval na žensko dedno pravico, ki je veljala na Danskem ne pa v Nemčiji. Ko si je ob izbruhu revolucije leta 1848 Danska priključila Schleswig, je izbruhnila schleswiško-holsteinska vstaja (tudi prva schleswiško-holsteinska vojna, 1848–1852), ki sta jo podprli Nemška zveza in Prusija. Na pritisk evropskih velesil sta se pruska in zvezna vojska umaknili in uporniki so se morali bojevati sami. Leta 1850 jih je danska vojska pri Idstedtu premagala. 8. maja 1852 sta ob prisotnosti velikih sil Danska in Nemška zveza podpisali t. i. londonski protokol, ki je Danski še naprej priznaval nadoblast nad obema vojvodinama, vojvodinama pa je tudi zagotavljal pravico do samostojnosti.
Kraljevina Danska je od leta 1849 ustavna monarhija z dvodomnim parlamentom in vlado ter z omejenimi pristojnostmi monarha, medtem ko je v vojvodinah še naprej vladal knez s posvetovalno stanovsko skupščino, ki je bila izvoljena z volilno pravico, vezano na imovinski cenzus. Da bi ureditev poenotili, je danska vlada leta 1855 sprejela ustavo »danske skupne države« (dansko helstaten), ki bi veljala za vse njene sestavne dele, a jo je holsteinska stanovska skupščina zavrnila; za obe svoji zvezni deželi, Holstein in Lauenburg, jo je zavrnila tudi Nemška zveza.

#### Druga schleswiška vojna
Leta 1863 je brez naslednika umrl danski kralj Friderik VII. Na danskem prestolu ga je nasledil Kristijan IX. iz veje Schleswig-Holstein-Sonderburg-Glücksburg. Vojvodini Schleswig in Holstein pa je zase zahteval tudi knez Friderik iz rivalske veje Schleswig-Holstein-Sonderburg-Augustenborg, ki je bil pomembna osebnost nemškega nacionalističnega gibanja za neodvisnost Schleswiga - Holsteina; pustil se je izvoliti za Friderika VIII., vojvodo Schleswig-Holstein. Pod pritiskom danskih nacionalistov je Kristijan IX. podpisal t. i. novembrsko ustavo, ki je vojvodino Schleswig integrirala v dansko državo. Nemška stran je v novi ustavi videla kršitev londonskega protokola. Tako je prišlo leta 1864 do druge schleswiško-holsteinske vojne (imenovane tudi nemško-danska vojna), to pot med Dansko na eni in Prusijo in Avstrijo na drugi strani. Pogajanja o narodnostni delitvi Schleswiga med premirjem, ki so ga dosegle velesile, niso pripeljala do nobenih zaključkov. Vojna se je končala s porazom Danske, ki je na dunajski konferenci morala prepustiti Schleswig (z izjemo otoka Ærø), Holstein in Lauenburg Prusiji in Avstriji. Na zahteve augustenburškega kneza Friderika VIII. se niso ozirali. Prvotno je bilo rečeno, da bosta Prusija in Avstrija vojvodini upravljali v kondominiju, z gasteinskim dogovorom (avgust 1865) pa sta se dogovorili, da bo Schleswig upravljala Prusija in Holstein Avstrija; svoje pravice do Lauenburga je Avstrija prodala Prusiji. Dogovor naj bi ostal tajen.
Toda pruski kancler Bismarck, ki si je prizadeval združiti Nemčijo pod vodstvom Prusije, je v razkritju tajnega dogovora našel razlog za novo vojno. T. i. nemško vojno (poleti 1866) je Avstrija izgubila in morala v praškem miru obe vojvodini prepustiti Prusiji. Leta 1867 ju je Prusija spremenila v prusko provinco Schleswig - Holstein.

#### Ljudski referendum
Praški mir (1866) je na intervencijo Napoleona III. vseboval točko 5, po kateri naj bi v severnem delu Schleswiga izvedli ljudski referendum, na katerem bi se prebivalci lahko opredelili, ali se želijo priključiti Danski ali Prusiji/Avstriji. Leta 1879 sta obe pogodbeni strani to točko soglasno črtali, čeprav se Danska s tem ni strinjala. Predvideni referendum pa so v Schleswigu po prvi svetovni vojni na pritisk zmagovitih sil, kot je bilo zahtevano v versajski mirovni pogodbi, naknadno vendarle izpeljali. Prebivalstvo severnega dela Schleswiga se je odločilo za Dansko, južnega za Nemčijo. Osrednje območje s Flensburgom, kjer so bila nasprotja izrazito močna, se je odločilo za pripadnost nemški državi. 6. julija 1920 je bila v Parizu sklenjena pogodba, po kateri je severni del Schleswiga pripadel Danski in južni del Nemčiji.

### Nacionalsocializem in druga svetovna vojna
V času vzpona Hitlerjevih nacionalsocialistov v Nemčiji je Schleswig - Holstein hitro postal eno od njihovih oporišč. Na volitvah v državni zbor (Reichstag) je stranka NSDAP vedno dosegala nadpovprečne rezultate glede na ostalo Nemčijo. Tu so se kmalu pojavila koncentracijska taborišče. Ekscese, kot krvava noč v Wöhrdnu in krvava nedelja v Altoni je nacistična propaganda na široko izkoriščala za svoj vzpon. V kristalni noči (na 10. november 1938) so SA in SS skupine ob opazovanju ali sodelovanju policije napadli in uničevali sinagoge in lastnino judovskih državljanov v mestih Lübeck, Elmorn, Rendsburg, Kiel, Bad Segeberg, Friedrichstadt, Kappeln in Satrup.
Med vojno so bila tam »taborišča smrti« sovjetskih vojnih ujetnikov, medicinskih poskusov, v otroških oddelkih je med vojno umrlo vsaj 216 otrok.

### Nemška zvezna dežela
Schleswig - Holstein je bil po vojni preplavljen z begunci iz vzhodne Prusije, Pomorjanskega in Hamburga. Ob opustitvi obvezne prijave s strani britanske zasedbene vojske se je posebno območje Mürwik (Sonderbereich Mürwik), kjer je ob koncu vojne delovala zadnja nacistična vlada Karla Dönitza, razvilo v »najvarnejši pristan« za brezštevilne nacistične vojne zločince, ki so se tam skrivali in nekateri desetletja dolgo neovirano ostali. V Schleswigu - Holsteinu članstvo v nekdanji nacistični stranki sploh ni bilo problematično in v povojni skupščini in visokih uradih je sodelovalo procentualno več njenih nekdanjih članov kot v ostali Nemčiji.
Z odredbo britanske vojaške uprave z dne 23. avgusta 1946 je Schleswig - Holstein dobil pravno podlago za svojo samostojnost. Kot glavno mesto se je uveljavil Kiel proti Schleswigu. 20. aprila 1947 so izvolili prvi deželni zbor. Nemška zvezna dežela je postal leta 1950. Šele reforma ustave z zasedanja deželnega zbora 30.maja 1990 je nosila ime deželne ustave.
Marca 1955 sta Bonn in København podpisala medsebojne zaščitne zakone za manjšini; vsak prebivalec se je smel svobodno odločiti za narodnostno pripadnost.
Med hladno vojno je dežela zaradi svoje strateške lege postala težišče nastanitve (leta 1955 ustanovljene) zvezne vojske, z močno oklepno divizijo na severu in mornarico v Baltskem morju.
V obdobju 1976–1980 je dežela doživljala velike proteste proti gradnji jedrske elektrarne Brokdorf, ki pa je leta 1986 vendarle začela obratovati (zaprli so jo konec leta 2021).

## Deželna oblast

### Struktura oblasti
Deželni zbor (Landtag Schleswig-Holstein) in vlada (Landesregierung Schleswig-Holstein) imata sedež v Kielu, najvišje sodišče (Oberlandesgericht) pa v Schleswigu. Schleswig - Holstein je edina nemška zvezna dežela, ki še vedno nima lastnega organa ustavnosodne kontrole; v skladu z deželno ustavo in Temeljnim zakonom to nalogo opravlja Zvezno ustavno sodišče. Za ustavni sistem v Schleswigu - Holsteinu je značilna širša uporaba institutov neposredne demokracije kot drugod po Nemčiji.
Po volitvah 20. februarja 2005 je na oblasti velika koalicija, sestavljena iz CDU in SPD. Poleg njiju imajo sedeže v deželnem zboru še FDP, Zeleni in SSW. Naslednje volitve bodo leta 2010.

### Upravna delitev
Dežela se upravno deli na enajst okrajev (Landkreis) in štiri svobodna mesta (kreisfreie Stadt).
Okraji:
1. Dithmarschen, sedež v Heideju (HEI)
2. Vojvodstvo Lauenburg (Herzogtum Lauenburg), sedež v Ratzeburgu (RZ)
3. Severna Frizija (Nordfriesland), sedež v Husumu (NF)
4. Vzhodni Holstein (Ostholstein), sedež v Eutinu (OH)
5. Pinneberg, sedež v Pinnebergu (PI)
6. Plön, sedež v Plönu (PLÖ)
7. Rendsburg-Eckernförde, sedež v Rendsburgu (RD)
8. Schleswig-Flensburg, sedež v Schleswigu (SL)
9. Segeberg, sedež v Bad Segebergu (SE)
10. Steinburg, sedež v Itzehoeju (IZ)
11. Stormarn, sedež v Bad Oldesloeju (OD)

Svobodna mesta:
| 1. Flensburg (FL) 2. Kiel (KI) 3. Lübeck (HL) 4. Neumünster (NMS) |

## Gospodarstvo
Schleswig - Holstein je že zgodovinsko gospodarsko šibka dežela z le dvema večjima centroma (Kiel in Lübeck). Sorazmerno velik del prebivalstva je še vedno zaposlen v kmetijstvu in ribištvu. Industrija se je tu razvila relativno pozno in je bila kmalu zatem prizadeta zaradi strukturnih sprememb. Tudi ponovna združitev Nemčije v 1990 je imela za deželo negativne posledice, saj se je spremenila iz dežele prejemnice pomoči v deželo dajalko pomoči.
V ekonomskem smislu je možno razlikovati tri velika območja: hitro rastočo okolico Hamburga (ljudsko ime Speckgürtel - Pas slanine), posebno šibko zahodno obalo (kmetijstvo, turizem, izkoriščanje vetrne energije) in pristaniška mesta (predvsem Flensburg, Kiel, Lübeck) na vzhodni obali (trgovina, promet, ladjedelništvo). V zadnjih letih se povečuje pomen pomorske trgovine v Baltskem morju, predvsem zaradi povezav s Skandinavijo, Rusijo in Baltskimi deželami. Kiel je za Rostockom drugo največje trajektno pristanišče v Nemčiji.
V treh mestih v Schleswigu - Holsteinu se nahajajo jedrske elektrarne: Brunsbüttel, Brokdorf in Krümmel.
V primerjavi kupne moči z ostalimi deli EU dosega Schleswig - Holstein indeks 104.1 (EU-27:100) (2004).

## Kultura

### Jezik
Uradni in dominantni jezik je nemški, nizka nemščina ima status regionalnega, danščina, frizijščina in romščina pa položaj manjšinskih jezikov. S posebnim zakonom iz leta 2004 je postala frizijščina v Okraju Severna Frizija in na Helgolandu (Okraj Pinneberg) drugi uradni jezik.

### Izobraževanje
V deželi je le ena univerza, in sicer v Kielu (ustanovljena 1665).

### Vera
Večina prebivalstva (56.3%) je protestantov in pripadajo Severnolabski evangeličansko-luteranski cerkvi s sedežem v Kielu.
V strukturi Rimskokatoliške cerkve spada celotno deželno ozemlje v Nadškofijo Hamburg. Katoličanov je 6,1%.
Poleg teh dveh večjih skupin v Schleswigu - Holsteinu živi 25.000 muslimanov, 15.000 članov manjših evangeličanskih cerkva, 6.800 članov Danske cerkve in 1.800 Judov.

### Šport
Zaradi dolge morske obale so zelo razviti vodni športi, predvsem jadranje in športno ribištvo. Kiel spada med svetovne metropole jadralcev, v letih 1936 in 1972 je gostil jadralska tekmovanja v okviru olimpijskih iger, ki jih je gostila Nemčija.
Schleswig - Holstein je po Nemčiji in zunaj nje znan po dveh izmed najboljših nemških rokometnih klubov: THW Kiel in SG Flensburg-Handewitt. Leta 2007 sta se pomerila v finalu rokometne lige prvakov.